# Bathysmatophorus reuteri
Bathysmatophorus reuteri är en insektsart som beskrevs av Sahlberg 1871. Bathysmatophorus reuteri ingår i släktet Bathysmatophorus och familjen dvärgstritar. Arten är reproducerande i Sverige. Inga underarter finns listade i Catalogue of Life.